# Nardophyllum
Nardophyllum es un género de plantas con flores perteneciente a la familia Asteraceae. Comprende 20 especies descritas y solo 7 aceptadas.

## Taxonomía
El género fue descrito por William Jackson Hooker y George Arnott Walker Arnott y publicado en Companion to the Botanical Magazine 1: 109, en 1835, actualmente es tanto un sinónimo como un basónimo; y ulteriormente, sería elevado a género por los mismos autores en Companion to the Botanical Magazine 2: 44, en 1836.

## Especies seleccionadas
A continuación se brinda un listado de las especies del género Nardophyllum aceptadas actualmente, ordenadas alfabéticamente. Para cada una se indica el nombre binomial seguido del autor, abreviado según las convenciones y usos.
- Nardophyllum armatum (Wedd.) Reiche, 1901
- Nardophyllum bryoides (Lam.) Cabrera, 1954
- Nardophyllum chiliotrichoides A.Gray, 1862
- Nardophyllum deserticola (Cabrera) G.L.Nesom, 1994
- Nardophyllum genistoides (Phil.) A.Gray, 1873
- Nardophyllum lanatum (Meyen) Cabrera, 1954
- Nardophyllum patagonicum (Cabrera) G.L.Nesom, 1969